# 1825 în literatură
Anul 1825 în literatură a implicat o serie de evenimente și cărți noi semnificative.  